# Egejsko morje
Egêjsko mórje (grško Αιγαίον Πέλαγος, turško Ege denizi) je do 400 km širok in do 600 km dolg zaliv Sredozemskega morja med Evropo in Azijo, ki ga na severu in zahodu omejuje Balkanski polotok, na vzhodu Mala Azija, na zahodu pa Peloponez. Na severovzhodu se prek morskega preliva Dardanele odpira v Marmarsko morje, na jugu pa ga omejujejo Kreta in Dodekaneški otoki. Umetni Korintski prekop ga iz Saronskega zaliva povezuje s Korintskim zalivom in s tem tudi z Jonskim morjem.
Površina Egejskega morja je okoli 179.000 km², največja globina je 2591 m. Slanost je od 25 do 39 ‰.
Iz zgodovinskih razlogov so deli Egejskega morja poimenovani kot morja: severovzhodni del Egejskega morja pred trakijsko obalo med Halkidiko in polotokom Galipoli je Trakijsko morje; jugozahodni del med Peloponezom in Kikladi je Mirtojsko morje, južni del severno od Krete pa Kretsko morje, vse do Rodosa in Gokovskega zaliva v Mali Aziji na vzhodu.
Severozahodni del Egejskega morja med Halkidiko in osrednjo Grčijo se končuje s Solunskim zalivom (grško Thermaikos kólpos), 

## Etimologija
Za ime Egejskega morja so različne razlage. Lahko je bilo imenovano po grškem mestu Egej ali po Egeji, kraljici Amazonk, ki je umrla v morju, ali po ajgajon (morska koza), drugo ime za Briareja, ki je bil eden od arhaičnih Hekatonhejrijev ali zlasti med Atenci po Ajgeju, Tezejevem očetu, ki se je utopil v morju, ker je mislil, da je njegov sin umrl.
Možna etimologija je izpeljanka iz grške besede αἶγες  aiges = »valovi« (slovničar Hesihij iz Aleksandrije, metaforično uporablja αἴξ (aix) »koza«), torej »valovito morje», tudi αἰγιαλός (Aigialos = aiges (valovi) + hals (morje)), kar pomeni »morska obala«.
Benečani, ki so obvladovali številne grške otoke v visokem in poznem srednjem veku, so uporabljali ime arhipelag (grško za »glavno morje«), ime, ki je veljalo v mnogih evropskih državah do zgodnjega obdobja moderne.
V nekaterih južnoslovanskih jezikih se Egej pogosto imenuje Belo morje (Бело море v srbščini in makedonščini oz. Бяло море v bolgarščini).

## Geografija
Egejsko morje pokriva površino približno 214.000 kvadratnih kilometrov, dolgo je približno 610 kilometrov in 300 kilometrov široko. Največja globina morja je 3543 metrov, to je vzhodno od Krete. Egejski otoki so v notranjih vodah, z naslednjimi otoki pa je morje omejeno na jugu: Kitera, Antikitera, Kreta, Kasos, Karpatos in Rodos.
Egejski otoki (približno 3000), ki skoraj vsi pripadajo Grčiji, so razdeljeni v sedem skupin:
- otok Evbeja (tudi Evboja)
- severnoegejska skupina v Trakijskem morju (Lemnos, Tasos, Samotraki, Imbros/Gokceada, Tenedos)
- vzhodnoegejska skupina (Lezbos, Hios, Psara, Samos z Ikario...)
- Sporadi (Skiatos, Skopelos, Alonisos, Skiros, Kira Panagia...)
- Kikladi (Naksos, Delos, Siros, Folegandros, Sikinosi, Anafi, Ios (Híos), Kea...)
- Saronski otoki (Salamina, Aegina, Hidra, Poros, Spetses, Dokos...)
- Dodekanez (Rodos, Kos, Astipalea, Kalimnos, Karpatos, Kasós, Kastellorizo, Leros, Nissiros, Patmos, Simi, Tilos)
- Kreta - največji grški otok

Beseda arhipelag je bila prvotno uporabljena posebej za Egejsko morje in njegove otoke. Mnogi izmed egejskih otokov ali verige otokov so dejansko podaljški gora na celini. Ena veriga se razteza čez morje na Hios, druga se razteza čez Evbejo na Samos in tretja čez Peloponez in Kreto na Rodos, ki deli Egejsko morje s Sredozemljem.
Zalivi in prelivi Egejskega morja so (z juga in v smeri urnega kazalca): na Kreti so zalivi Mirabelli, Almyros, Souda in Kanija, na celini od zahoda Mesinijski, Lakonijski, Argolidski, Eginski zaliv, Evbejski preliv, zaliv Petalioi, Solunski in Kasandrijski zaliv ter zaliv Ajion Oros in Strimin (Strumiški zaliv), drugi so v Turčiji: zaliv Saros, Edremit, Dikili, zaliv Çandarlı, İzmir, Kuşadası, Mandalijski in zaliva Gökova in Güllük. 

### Območje
Mednarodna hidrografska organizacija (International Hydrographic Organization) opredeljuje meje Egejskega morja:
Na jugu. Črta, ki teče od rta Aspro (28° 16' E) v Malo Azijo do Cum Burnù (Capo della Sabbia), ki je severovzhodna skrajna točka otoka Rodos, prek otoka do rta Prasonisi, njegove jugozahodne točke do točke Vrontos (35 ° 33' N) v Skarpanto (Karpatos), nato do točke Castello, to je južna skrajna točka otoka, do Cape Plaka (vzhodna skrajna točka na Kreti), s Krete do Agria Grabusa, njegova severozahodna skrajna točka, od tam do rta Apolitares na otoku Antikitera, prek otoka na Psira Rock (severozahodna točka) in čez rta Trakhili na otoku Kitera, prek njega do severozahodne točke (rt Karavugia) in od tam do rta Santa Maria (36°28′N 22°57′E / 36.467°N 22.950°E) na Moreji.
 V Dardanelah. Črta povezuje Kum Kale (26 ° 11' E) in rt Heles.

### Hidrografija
Površinska voda kroži v nasprotni smeri urnega kazalca, zelo slana sredozemska voda se premika proti severu ob zahodni obali Turčije, preden se premakne v manj gost odliv Črnega morja. Gosta sredozemska voda potone pod pritokom Črnega morja do globine 23-30 metrov, nato pa teče skozi preliv Dardanele in v Marmarsko morje s hitrostjo od 5 do 15 cm/s. Odliv Črnega morja se premika proti zahodu vzdolž severnega Egejskega morja, nato pa teče proti jugu vzdolž vzhodne obale Grčije.
Fizična oceanografija v Egejskem morju je pod nadzorom predvsem regionalnega podnebja, sveža voda prihaja iz večjih rek, ki odmakajo jugovzhodno Evropo, in sezonskih nihanj v črnomorski odtočni površinski vodi skozi ožino Dardanele.
Analiza  Egejskega morja v letih 1991-92 je pokazala tri različne vodne mase:
- Egejsko morje površinskih voda - 40 do 50 metrov debel sloj, pri poletnih temperaturi 21-26 °C in pozimi od 10 °C na severu do 16 °C na jugu.
- Egejsko morje vmesna voda - sega od 40 do 50 m do 200-300 m pri temperaturah od 11 do 18 °C.
- Egejsko morje spodnje vode - ki se pojavljajo v globinah pod 500-1000 m z zelo enotno temperaturo 13-14 °C in slanostjo 3,91-3,92 %.

Večje reke, ki se v evropskem (balkanskem) delu izlivajo v Egejsko morje so Titarisios, Haliakmon, Vardar (Axios), Struma (Strimon), Nesta (Nestos) in Marica (Hebrus, Meriç), iz Male Azije pa Gediz in Meander.

## Zgodovina
Sedanja obala je iz obdobja 4000 let pred našim štetjem. Pred tem obdobjem, na vrhuncu zadnje ledene dobe (približno 16.000 pred sedanjostjo) je bila morska gladina povsod 130 metrov nižja, obstajale so velike vodnate obalne ravnice na večjem delu površine severnega Egejskega morja. Ko so bile prvič zalite, so bili današnji otoki vključno Milos, s pomembno proizvodnjo obsidiana, verjetno še vedno povezani s kopnim. Današnja obalna ureditev se je pojavila približno 7000 pred našim štetjem s poledeniškim morjem, ki je še vedno naraščalo naslednjih 3000 let.
Poznejše bronastodobne civilizacije Grčije in Egejskega morja so povod za splošen izraz egejske civilizacije. V starih časih je morje rojstni kraj dveh starih civilizacij - Minojske na Kreti in Mikenske na Peloponezu.
Pozneje so nastale mestne državice antične Atene in Šparta med mnogimi drugimi, ki so sestavljale atenski imperij in helensko civilizacijo. Platon je opisal Grke, ki živijo okrog Egejskega morja  "kot žabe okoli ribnika". Egejsko morje so pozneje napadli Perzijci in Rimljani, zasedlo ga je bizantinsko cesarstvo, Bolgari, Benečani, Genovežani, Seldžuški Turki in Osmansko cesarstvo. Egejsko morje je bilo kraj prve demokracije, njegove morske poti so bile sredstvo stika med več različnimi civilizacijami vzhodnega Sredozemlja.
Apostol Pavel v Apostolskih delih poroča o potovanju s tovariši okoli leta 57 od Asosa v sodobni Turčiji prek otokov Rodosa in naprej do Jeruzalema. (Apd 20: 14-21: 3). V 21. stoletju je severno Egejsko morje igralo pomembno vlogo pri prehodu priseljencev iz Turčije do grških otokov.

## Gospodarstvo in politika
Mnogi otoki v Egejskem morju imajo varna pristanišča in zalive. V starih časih je bila plovba po morju lažja kot potovanje po grobem terenu grške celine (in do neke mere obalnih območjih Anatolije). Mnogi otoki so vulkanski, na nekaterih pridobivajo marmor in železo. Večji otoki imajo nekaj rodovitnih dolin in ravnice. Glavni otoki v Egejskem morju, dva pripadata Turčiji - Bozcaada (Tenedos - Τένεδος) in Gökçeada (Imbros - Ίμβρος), drugi pripadajo Grčiji. Med državama so politični spori o različnih vidikih političnega nadzora nad egejskim prostorom, vključno z velikostjo teritorialnih voda, nadzorom zračnega prostora in razmejitev ekonomskih pravic do epikontinentalnega pasu.